# Via XXV
 (octobre 2017).
Si vous disposez d'ouvrages ou d'articles de référence ou si vous connaissez des sites web de qualité traitant du thème abordé ici, merci de compléter l'article en donnant les références utiles à sa vérifiabilité et en les liant à la section « Notes et références ».

Carte de la péninsule ibérique telle qu'en 125 de notre ère, avec les itinéraires d'Antonin.

L'itinéraire d'Antonin A-25, ou via XXV, est une route romaine de l'époque du premier empereur,  Auguste, décrit(e) dans l'itinéraire d'Antonin, qui unissait les villes d'Augusta Emerita (base de l'actuelle Mérida) et de Caesaraugusta (base de la Saragosse contemporaine), la Meseta et la vallée de l'Èbre, à travers le chemin naturel qui traverse les vallées des rivières Henares et Jalón.

## Itinéraire
Liste des relais (mansiones) :
| Iter XXV (via 25)                                | |
| Alio itinere ab Augusta Emerita Cesaragustam 369 | Une autre route de Merida à Saragosse, 369 milles (la via 24 va aussi de Mérida a Saragosse, mais pour Salamanque)           |
| Lacipea XX                                       | Villar de Rena (Badajoz), 20 milles                                                                                          |
| Leuciana XXIV                                    | Lieu inconnu, certains disent qu'il s'agit de Logrosán (aujourd'hui Cáceres) et d'autres de Luciana (Ciudad Real), 24 milles |
| Augustobriga XXII                                | Actuellement submergé dans l'embalse de Valdecañas, 22 milles                                                                |
| Toletum LV                                       | Tolède, 55 milles |
| Titulciam XXXIV                                  | Titulcia (Madrid), 34 milles                                                                                                 |
| Complutum XXX                                    | Alcalá de Henares, 30 milles                                                                                                 |
| Arriaca XXII                                     | Guadalajara, 22 milles |
| Caesada XXIV                                     | Espinosa de Henares, 24 milles                                                                                               |
| Segontia XXIV                                    | Sigüenza, 24 milles |
| Arcobriga XXIII                                  | Monreal de Ariza, 23 milles                                                                                                  |
| Aquae Bilbilitanorum XXIV                        | Alhama de Aragón, 24 milles                                                                                                  |
| Bilbilis XVI                                     | Calatayud, 16 milles |
| Nertobriga XXI                                   | Calatorao, 21 milles |
| Segontia XIV                                     | Près de Bárboles, 14 milles                                                                                                  |
| Caesaraugusta XIV                                | Saragosse, 14 milles |

## Articles liés
- Liste de voies romaines,
- voie romaine,
- borne milliaire,
- mille.

## Source
- (es) Cet article est partiellement ou en totalité issu de l’article de Wikipédia en espagnol intitulé « vía XXV » (voir la liste des auteurs).